# James C. Veatch

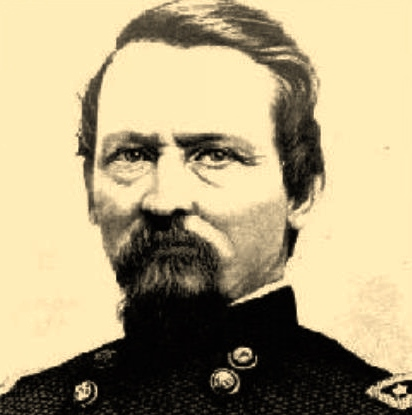
James C. Veatch

James Clifford Veatch (* 19. Dezember 1819 nahe Elizabeth, Harrison County, Indiana; † 22. Dezember 1895  in Rockport, Spencer County, Indiana) war ein US-amerikanischer Rechtsanwalt, Offizier und Politiker (Republikanische Partei).

## Frühe Jahre
James Clifford Veatch besuchte die Gemeinschaftsschulen und nahm Privatunterricht. Er studierte Jura und bekam seine Zulassung als Anwalt. Anschließend eröffnete er eine Privatpraxis in Elizabethtown, Indiana, wo er viele Jahre lang praktizierte. Ferner war er von 1841 bis 1855 als Rechnungsprüfer des Spencer County, Indiana, tätig. In der nachfolgenden Zeit verfolgte er auch eine politische Laufbahn. Er kandidierte 1856 erfolglos um einen Sitz im US-Repräsentantenhaus und vertrat 1860 als Delegierter seinen Heimatstaat bei der Republican National Convention. Danach war er 1861 Mitglied im Repräsentantenhaus von Indiana.

## Amerikanischer Bürgerkrieg
Nach dem Beginn des Amerikanischen Bürgerkrieges verpflichtete er sich im Unionsheer und wurde zum Kommandeur des 25. Indiana-Infanterie-Regiments mit dem Dienstgrad Oberst ernannt. Er führte das Regiment bei der Schlacht um Fort Donelson und übernahm danach das Kommando über die 4. Brigade in der Division von Stephen A. Hurlbut bei der Schlacht von Shiloh. Major John W. Foster vermerkte: "Colonel Veatch wies große Tapferkeit auf. Er war immer mit seiner Brigade im dichtesten Kampfgeschehen."
Am 28. April 1862 wurde Veatch zum Brigadegeneral der Freiwilligen befördert. Danach führte er seine Brigade bei der Schlacht um Corinth und dem Gefecht an der Hatchies Bridge, wo er verwundet wurde. Das nachfolgende Jahr hatte General Veatch das Kommando über den Wehrbezirk Memphis. Anschließend führte er die 4. Division des XVI. Korps während der Schlacht um Meridian. Seine Division wurde anschließend William T. Sherman für den Atlanta-Feldzug unterstellt, wo sie bei den Schlachten von Resaca, Dallas und am Kennesaw Mountain kämpfte. Am 17. Juli 1864 ging er in Genesungsurlaub, gerade vor der Schlacht um Atlanta. Als er zum aktiven Dienst zurückkehrte, instruierte ihn sein früherer Kommandeur, Oliver O. Howard, in Memphis auf weitere Befehle zu warten. Er kommandierte kurzzeitig den Wehrbezirk westliches Tennessee, bevor er erneut zur Golf-Armee kommandiert wurde. Dort übernahm er das Kommando über die 1. Division von Gordon Grangers XIII. Korps und nahm so an der Schlacht um Fort Blakely teil. Im März 1865 wurde er zum Brevet-Generalmajor befördert und schied im August desselben Jahres aus dem Heeresdienst aus.

## Weiterer Lebenslauf
Nach dem Krieg wurde Veatch 1869 Generaladjutant von Indiana. Ferner war er aktiv in der lokalen Veteranenorganisation und Bruderschaften, einschließlich der Grand Army of the Republic und der Freimaurer. Außerdem war er von April 1870 bis August 1883 als Steuereinnehmer tätig. Dann nahm er 1884 noch einmal als Delegierter an der Republican National Convention teil.
James C. Veatch verstarb am 22. Dezember 1895 in Rockport, Indiana und wurde anschließend auf dem Sunset Hill Cemetery beigesetzt.

## Familie
James Clifford Veatch war der Sohn von Isaac Veatch (1786–1833), der zwischen 1827 und 1828 Mitglied im Repräsentantenhaus von Indiana war.